# Раусдорф
Раусдорф (нім. Rausdorf) — громада в Німеччині, розташована в землі Шлезвіг-Гольштейн. Входить до складу району Штормарн. Складова частина об'єднання громад Тріттау.
Площа — 4,87 км2. Населення становить 229 ос. (станом на 31 грудня 2020).